# احمد سوکارنو
احمد سوکارنو (۶ ژوئن ۱۹۰۱–۲۱ ژوئن ۱۹۷۰)، اولین رئیس‌جمهور کشور اندونزی بود که از سال ۱۹۴۵ تا ۱۹۶۷ به روی کار بود. سوکارنو جنبش‌های جدایی طلبی اندونزی از هلند را رهبری کرد، آنگاه که هلندیان اندونزی را در دست می‌داشتند، او بیش از یک دهه در زندان هلندیان بازداشت بود تا آنگاه که نیروهای ژاپنی به اندونزی درآمدند و به یاری ایشان از زندان بیرون آمد و در افزایش نیرو و پشتیبانی یاریشان کرد و سپس در ازای آن از ایشان در پراکندن اندیشه‌های آزادی طلبانه خویش یاری طلبید. آنگاه که ژاپنیان تسلیم شدند، سوکارنو و محمد حتی رسماً استقلال اندونزی را  به روز هفده اوت سال ۱۹۴۵ اعلام کردند و خود سوکارنو نخستین رئیس‌جمهور اندونزی شد و اندونزیاییان را در ارتش و سیاست رهبری کرد و جلوی چیرگی دوباره هلندیان را بر کشورش گرفت و بسیار ایستادگی کرد تا به سال ۱۹۴۹ هلندیان جدایی اندونزی را رسماً پذیرفتند.پرامودیا انانتا تور دربارهٔ سوکارنو نوشته: سوکارنو در روزگار کنونی تنها رهبر آسیایی ای است که توانست مردمی را چنین گوناگون، در نژاد و فرهنگ و دین، گردهم آورد و یکی گرداند بی آنکه قطره ای خون از کسی بریزد. پس از یک دوره پرآشوب حکومت دموکراسی پارلمانی، سوکارنو گونه ای از فرمانروایی خودکامه به نام «Demokrasi terpimpin» را در کشور روا گرداند که به آشوب‌ها و نابسامانی‌ها پایان داد و خطرهایی که اندونزی را تهدید می‌کرد از میان برد.
مگاواتی سوکارنوپوتری فرزند اوست.

## نام
گاهی نام او را Soekarno هم می‌نویسند که این شیوهٔ هلندی و خود شیوهٔ کهن است زیرا او خود نامش را این‌گونه امضا می‌کرد. سوکارنو گفته که آنگاه که در مدرسه درس می‌خوانده به او گفته‌اند که نامی را که در امضایش می‌آورد چنین نویسد و امروز دیگر کردن آن دشوار است.او چون دیگر ساکنان جزیره جاوه، تنها یک نام می‌داشت و آن هم «سوکارنو» می‌بود. اندونزیاییان گاهی او را «Bung Karno» و «Pak Karno» می‌نامند که به ترتیب به معنی «برادر کارنو» و «آقای کارنو» اند. گاهی هم نام او را به انگلیسی و هلندی «Achmad Sukarno» و به فارسی «احمد سوکارنو» نوشته‌اند که کاملاً ساختگیست. این نام را شاید روزنامه نویسان غربی به او داده باشند از آنجا که تک نامی او برایشان شگفت می‌نموده و هم باشد که خود جدایی خواهان او را چنین نامیده باشند تا کشورهای مسلمان پروای آنان بیشتر کنند.

## زندگی
احمد سوکارنو که نام اصلی‌اش کوسنو سوسوردیهاردیو بود در ۲۵ سالگی به جنبش ملی‌گرایی پیوست و یک سال بعد یعنی در سال ۱۹۲۷ میلادی همراه با گروهی از دوستان و هم‌فکران، «اتحادیه ملی‌گرایان اندونزی» را تشکیل داد و به رهبری این حزب که مشی ضدامپریالیستی و ضدسرمایه‌داری داشت برگزیده شد. دو سال بعد بازداشت شد و یک سال را در زندان گذراند. او بار دیگر در سال ۱۹۳۳ در جاکارتا به دست پلیس هلند بازداشت شد و حدود ۱۲ سال تا زمانی که اندونزی به اشغال ژاپن درآمد، در زندان ماند. احمد سوکارنو بعد از آزادی از زندان به خدمت ژاپنی‌ها درآمد و عملاً فرماندار اندونزی تحت اشغال ژاپن شد. سه روز بعد از تسلیم ژاپن در جنگ جهانی دوم، یعنی در ۱۸ اوت ۱۹۴۵ سوکارنو رسماً تشکیل جمهوری اندونزی به عنوان کشوری مستقل را اعلام کرد. بعد از جنگ جهانی دوم، نیروهای بریتانیا وارد اندونزی شده و بخش‌هایی از این کشور را مجدداً به سلطه استعمار هلند بازگرداند که منجر به ناآرامی‌ها و درگیری‌های طولانی شد؛ تا نهایتاً پنج سال بعد در سال ۱۹۵۰، اندونزی توانست استقلال کامل و واقعی به دست آورد و احمد سوکارنو به عنوان «پدر ملت» شناخته شود. در آن زمان مردمان دنیا به او لقب 《هیتلر آسیا》داده بودند. تیرماه ۱۳۴۲، مجلس اندونزی که از سوکارنو حرف‌شنوی کامل داشت، او را به عنوان رئیس‌جمهوری مادام‌العمر کشور تعیین کرد. اما سرنوشت ریاست‌جمهوری سوکارنو قرار بود به گونه دیگری رقم بخورد. در اکتبر ۱۹۶۱ از سیندی آدامز، روزنامه‌نگار آمریکایی خواسته شد که با سوکارنو، رئیس‌جمهور اندونزی مصاحبه ای اختصاصی داشته باشد. همچنین پس از اتمام مصاحبه سوکارنو از سیندی آدامز درخواست کرد تا برای نوشتن زندگی‌نامه او به اندونزی بازگردد. در سال ۱۹۶۵ کتاب 《سرگذشت سوکارنو》 به روایت سیندی آدامز منتشر شد. در سحرگاه اول اکتبر ۱۹۶۵، گروهی از افسران گارد ریاست جمهوری، شش نفر از ژنرال‌های ارشد ارتش را از رختخواب بیرون کشیده و به قتل رساندند. پس از این واقعه، سوهارتو، با حمایت دولت‌های غربی، کودتا کرد و کنترل کشور را به دست رفت. در پیِ این کودتا که به «جنبش 30 سپتامبر» معروف شد، کودتاچیان، با پشتبانی سی‌آی‌اِی و سرویس‌های اطلاعاتیِ بریتانیا، به سرکوب چپ‌گرایان پرداخته و بین پانصد هزار تا یک میلیون تَن را به قتل رساندند.   دوازدهم مارس ۱۹۶۷، شورای مشورتی خلق یا مجلس اندونزی، به خلع سوکارنو از ریاست جمهوری رای داد و نقطه پایانی گذاشت بر چهار دهه فعالیت سیاسی مردی که زمانی پدر ملت شناخته می‌شد. سوکارنو ۲۱ ژوئن ۱۹۷۰، بعد حدود سه سال حبس خانگی، در خانه خود در جاکارتا در سن ۶۹ سالگی درگذشت.

## اقدامات
بعد از نزدیک به چهل سال مبارزه سیاسی و به جاگذاشتن تأثیر شگرف در فرهنگ و سیاست اندونزی، احمد سوکارنو که از بنیانگذاران جمهوری اندونزی و نخستین رئیس‌جمهوری این کشور بود، سال‌های پایانی زندگی‌اش را در حبس خانگی گذراند. از جمله اقدامات او در دورهٔ ریاست جمهوری، تأسیس جنبش عدم تعهد بود.

## وقایع
اندونزی به رهبری وی از هلند و ژاپن استقلال یافت. او بین سال‌های ۱۹۴۵ تا ۱۹۶۷ رئیس‌جمهور اندونزی بود. اندونزی تا سال ۱۹۴۲ میلادی مستعمرهٔ هلند بود و در زمان جنگ جهانی دوم، از ۱۹۴۲ تا ۱۹۴۵ به اشغال ژاپن درآمد. اندونزی به رهبری سوکارنو و محمد حتی در سال ۱۷ اوت ۱۹۴۵ از استقلال یافت. نیروهای هلندی در ۱۹۴۹ با اعزام چترباز، پایتخت اندونزی را تصرف کردند و سوکارنو را به اسارت گرفتند. با فشار شوروی و سازمان ملل سوکارنو آزاد شد و هلند به استقلال اندونزی رأی داد. محمد سوهارتو در سال ۱۹۶۷ با یک کودتای نظامی احمد سوکارنو را از قدرت برکنار کرد.